# Ultar
Ultar — российская пост-блэк-метал-группа, основанная в 2016 году в Красноярске. Изначально музыканты начинали играть под названием Deafknife, выпустив два полноформатных альбома, однако в дальнейшем из-за стилистических изменений музыки было решено выступать под именем Ultar. Тексты группы основаны на Мифах Ктулху Говарда Лавкрафта, а само название коллектива является названием вымышленного города из цикла «Страны Снов».

## История
В 2011 году в Красноярске братьями-близнецами Глебом (вокал) и Максимом (гитара) Сысоевыми и Марком Знаком (ударные) была основана блэк-метал группа Deafknife. На становление коллектива оказали влияние такие красноярские блэк-метал группы, как Innmorke, Solarfall и Alley. В том же году было выпущено первое демо и первый мини-альбом, а в 2012 году вышел дебютный одноимённый полноформатный альбом и следом второй альбом Vi er døde. После выпуска альбомов Deafknife активно давали концерты как в Красноярске, так и в ближайших сибирских городах — Кемерово, Томске, Новосибирске, Барнауле.
Спустя пять лет выступлений стиль группы начал изменяться — снижалась экстремальность звучания, добавлялись элементы шугейза и наблюдалось общее усложнение композиций. В итоге в 2016 году музыкантами было принято решение сменить название на Ultar. По совету музыкантов из группы Below the Sun музыканты вышли на шведский лейбл Temple of Torturous, с которыми в итоге был подписан контракт. 21 октября 2016 года вышел дебютный альбом Kadath, получивший положительный отклик у международной музыкальной прессы. Критики отмечали удачное сочетание мелодичного блэк-метала с элементами шугейза и значительный профессиональный рост музыкантов со времён Deafknife. В 2017 году группа отправилась в большой тур по России в поддержку альбома.
29 марта 2019 года на лейбле Temple of Torturous вышел второй студийный альбом Pantheon MMXIX. Продюсером альбома выступил Владимир Лехтинен из группы Second To Sun. Также в поддержку альбома было выпущено музыкальное видео на песню «Father Dagon». Видеоклип был снят на Красноярском водохранилище и был выпущен 13 февраля 2019 года. 4 сентября 2019 года вышло второе музыкальное видео с Pantheon MMXIX на песню «Swarm». Альбом был тепло принят критиками, отмечавшими хорошо проработанную атмосферу пластинки и большее использование синтезатора, добавившее в запись элементы симфонического метала. В феврале 2019 года группа впервые выступила в Европе на немецком фестивале Frostfeuernächte, а затем на чешском фестивале Heathen Assault Over Brno. Летом того же года Ultar сыграли на разогреве у Cradle of Filth в Екатеринбурге.
В 2019 году группа начала работу над третьим студийным альбомом; запись сочинённого материала проходила с февраля по июнь 2020 года. В поддержку нового релиза было снято музыкальное видео, однако пока группа не объявляла дату выхода.

## Концепция и музыкальный стиль
Музыка Ultar сильно вдохновлена творчеством Говарда Лавкрафта, и названия альбомов и песен зачастую являются отсылками к местам и существам из его книг. Ултар (англ. Ulthar) — это название города в вымышленном мире Страны Снов. Из-за существования блэк-дэт-метал группы под названием Ulthar музыкантам пришлось слегка изменить название. Хотя альбомы коллектива являются концептуальными, они не посвящены конкретным произведениям Лавкрафта — вместо этого группа создаёт свои истории на основе его вселенной. Так, дебютный альбом Kadath рассказывает историю «человека, который отправляется в путешествие в Кадат (родина „Древних богов“), чтобы спасти любимую и найти ответы на вопросы, которые его волнуют, но в конце путешествия становится трудно сказать, способен ли главный герой получить ответы». Второй альбом не имеет единого сюжета, однако его тексты также основаны на мифах Лавкрафта, «проводя определённые параллели между проблемами нашего современного мира и феноменами Лавкрафта, наблюдая очевидное сходство между ними».
Вокалист Глеб Сысоев неоднократно упоминал в интервью, что группа принципиально исполняет песни на русском языке, выпуская их с английскими названиями исключительно для западного рынка. Музыканты объясняют это тем, что зачастую вдохновение для написания песен они черпают из культуры и природы Сибири и являются сторонниками идеи, что российские группы должны петь на русском языке, так как это помогает сохранить собственную самоидентификацию:
Самоидентификация через язык — это очень важный момент для группы. И множество российских групп таким образом теряет свое лицо. Мне кажется, это самый простой и самый тупой путь, который сразу отсекает множество возможностей для работы именно со звуком. […] Это не экзотика и не должно восприниматься как таковая, это просто так, как есть — вот группа из другой страны со своей культурой. Иначе какой смысл заниматься творчеством, если ты не вкладываешь туда частичку себя, своей жизни?
Творчество Ultar объединяет в себе звучание блэк-метала, пост-метала и шугейза. Альбомы группы состоят из длинных и сложно построенных песен, сочетающих атмосферные и меланхоличные фрагменты с интенсивными частями, использующих бласт-биты и скриминг. Дженна ДеПаскаль с портала Invisible Oranges отмечала удачную передачу атмосферы Лавкрафтианских ужасов и грамотное создание целостной депрессивной атмосферы песен. В качестве источников вдохновения музыканты отмечали повесть «Сомнамбулический поиск неведомого Кадата», а также такие группы, как Muse, Pink Floyd, The Angelic Process, Gorgoroth, Emperor и Alcest.

## Состав

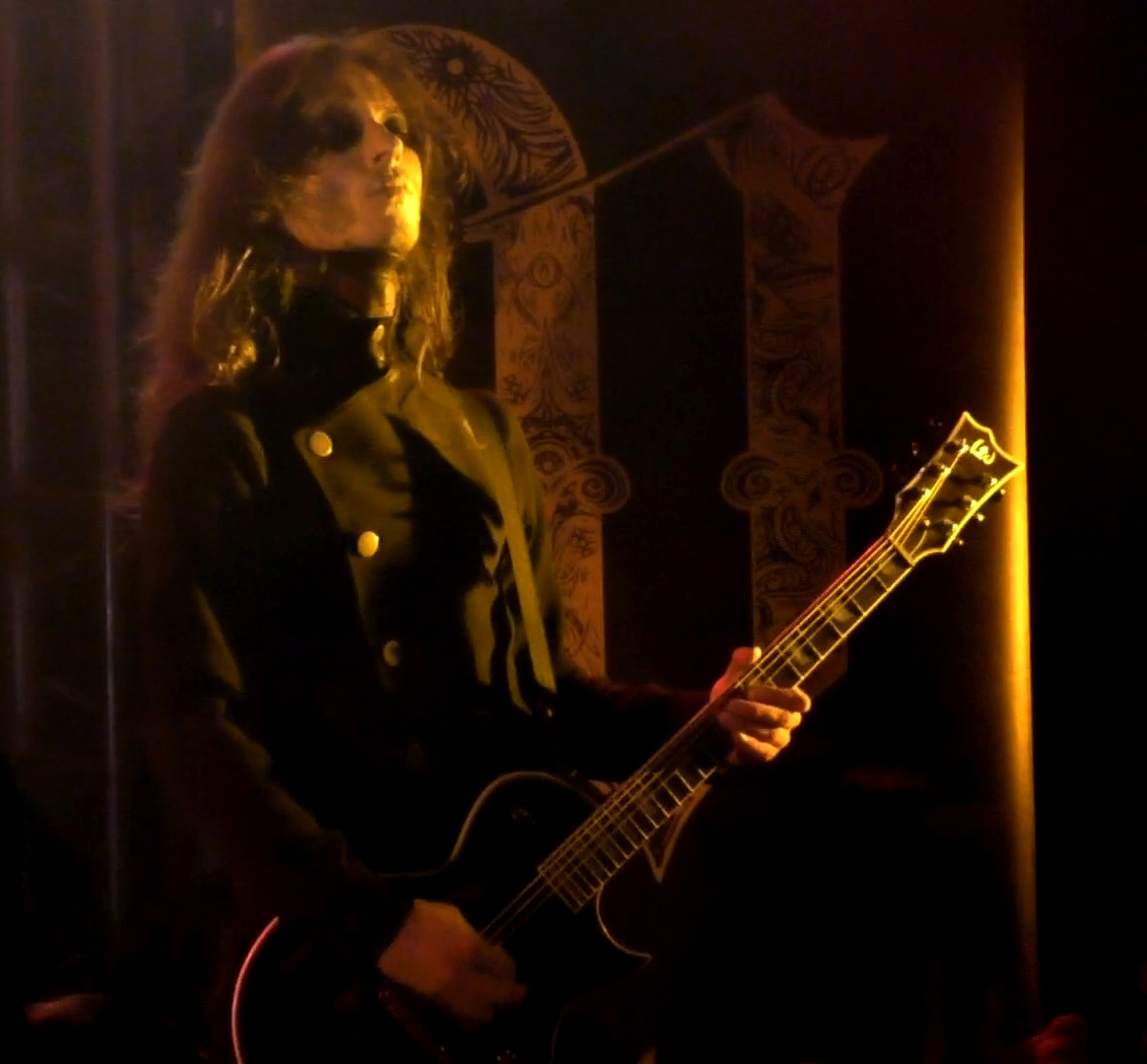
Максим Сысоев на концерте в 2019 году.

### Текущий состав
- Глеб Сысоев — вокал (2016 — наши дни)[19]
- Максим Сысоев — гитары, клавишные (2016 — наши дни)
- Денис Сусарев — гитары, клавишные (2016 — наши дни)
- Павел Диль — бас-гитара (2016 — наши дни)
- Влад Юнгман — ударные (2018 — наши дни)

### Бывшие участники
- Савелий Невзоров — бас-гитара (2016)
- Марк Знак — ударные (2016)

## Дискография

### Полноформатные альбомы
- Kadath (2016)
- Pantheon MMXIX (2019)
- At the Gates of Dusk (2022)

### Концертные альбомы
- Live in Kadath (2018)
- Live at Stoned Petersburg (2020)

### Синглы
- «Swarm» (2018)
- «Midnight Walk and Reminiscences of Necromancy» (2022)
- «My Rope» (2022)
- «Innsmouth» (2022)

### Видеоклипы
- 2018 —  «Azathoth»
- 2019 —  «Father Dagon»
- 2019 —  «Swarm»
- 2022 —  «My Rope»

#### Концертные видео
- 2019 —  «Yog-Sothoth» / «Beyond the wall of sleep» (Official live video)
- 2019 —  «Shub-Niggurath» (Official live video)
- 2019 —  «Kadath» (Official live video)